# Philippe de La Harpe
Pour les articles homonymes, voir La Harpe.
Philippe de La Harpe, à Paudex le 1er avril 1830 et mort à Lausanne le 25 février 1882, est un médecin, paléontologue et conservateur de musée vaudois.

## Biographie
Fils du médecin Jean de La Harpe, Philippe de La Harpe fait ses études de médecine à l'Université de Berne, puis part compléter sa formation à Bonn, Berlin, Prague, Vienne et Lyon. Il passe son doctorat en 1854 et s'établit à Lausanne comme médecin-chirurgien en 1856. Membre de la Société vaudoise de médecine, promoteur de la bibliothèque de la société, Philippe de La Harpe est nommé à la Commission consultative fédérale sur les questions de législation sanitaire en 1879.
Passionné de géologie et de paléontologie dès son jeune âge, amassant au cours de ses voyages à l'étranger et de ses promenades vaudoises minéraux et fossiles, il publie les analyses de ses trouvailles dès 1852 dans le Bulletin de la Société vaudoise des sciences naturelles. En 1858, à la mort de Charles Lardy, il est élu pour lui succéder comme conservateur des cabinets de minéralogie et de géologie. Trop occupé par son métier, il cède la place à Eugène Renevier en 1863, mais il accepte en 1874 le poste de conservateur-adjoint pour la paléontologie, poste honorifique, mais dont le Musée profite puisque La Harpe enrichit et classe les collections. Spécialiste des nummulites, il en rassemble une collection considérable qu'il lèguera au Musée cantonal. Membre de la Société vaudoise des sciences naturelles, il a aussi été membre correspondant des sociétés neuchâteloise et zurichoise.

## Sources
- « Philippe de La Harpe », sur la base de données des personnalités vaudoises sur la plateforme « Patrinum » de la Bibliothèque cantonale et universitaire de Lausanne.
- Gazette de Lausanne, 1882/02/28
- Marc Weidmann, « Philippe de La Harpe » dans le Dictionnaire historique de la Suisse en ligne.
- Eugène Renevier, "Philippe de La Harpe : sa vie et ses travaux scientifiques", in Bulletin de la Société vaudoise des sciences naturelles, 1889, p. 1-16
- Musée géologie Lausanne - Paléonto. systématique
- Note on Nummulites elegans, Sowerby, and other English Nummulites